# James Cotton (musicista)
James Cotton (Tunica, 1º luglio 1935 – Austin, 16 marzo 2017) è stato un armonicista, cantante e compositore statunitense.

## Biografia
Nato a Tunica, Mississippi, apprende giovanissimo l'uso dell'armonica a bocca, dove ha come maestro "Sonny Boy Williamson II". Dopo alcune tournée con Williamson stesso si esibisce nell'Arkansas dove si accompagna con Howlin' Wolf.
Nel 1952 forma il suo primo gruppo e nel 1954, trasferitosi a Chicago, rimpiazza Little Walter e Junior Wells nella band di Muddy Waters, e da questo connubio che durerà 11 anni, trarrà gli stimoli che gli permetteranno finalmente di dare al proprio strumento una dimensione personale. Nel 1966 formò una propria Blues Band, in cui spicca il chitarrista Luther Tucker ed effettua lunghe tournée attraverso gli Stati Uniti d'America.
Durante gli anni settanta/ottanta amplia il classico organico inserendo una sezione fiati approdando ad una musica più funky. James Cotton viene considerato il migliore armonicista blues in attività, entertainer oltre che strumentalista e vocalista.
Vincitore dei Grammy Awards (gli Oscar della Musica) per quanto riguarda il blues sia come compositore, strumentista che show man. Ha partecipato più volte ai più grandi Festival Blues sia americani ma che europei, dove è stato invitato come star ai festival estivi. La sua discografia comprende una ventina di dischi come solista e più di 50 partecipazioni come ospite di altri interpreti. Tra gli altri Muddy Waters e Johnny Winter.

## Discografia
- 1967 - The James Cotton Blues Band (Verve Forecast Records, FT/FTS-3023) a nome The James Cotton Blues Band
- 1968 - Pure Cotton (Verve Forecast Records, FTS-3038) a nome The James Cotton Blues Band
- 1968 - Cut You Loose! (Vanguard Records, VSD-79283)
- 1969 - Cotton in Your Ears (Verve Forecast Records, FTS-3060) a nome The James Cotton Blues Band
- 1971 - Taking Care of Business (Capitol Records, ST-814) a nome James Cotton Blues Band
- 1974 - 100% Cotton (Buddah Records, BDS-5620) a nome The James Cotton Band
- 1975 - High Energy (Buddah Records, BDS-5650) a nome The James Cotton Band
- 1976 - Live & on the Move! (Buddah Records, BDS-5661) Live, 2 LP, a nome The James Cotton Band
- 1980 - My Foundation (Jacktal Records, WOW-720)
- 1982 - Dealing with the Devil (Intermedia Records, QS-5006) a nome The James Cotton Blues Band
- 1982 - Two Sides of the Blues (Intermedia Records, QS-5011) Raccolta
- 1982 - Red Hot 'n' Blue (Accord Records, SN 7223) a nome The James Cotton Band
- 1984 - High Compression (Alligator Records, AL-4737) Grammy Award Nomination
- 1986 - Live from Chicago - Mr Superharp Himself! (Alligator Records, AL-4746) Live, a nome James Cotton and His Big Band
- 1987 - Take Me Back (Blind Pig Records, BP-2587) Grammy Award Nomination
- 1988 - Recorded Live at Antone's Night Club (Antone's Records, ANT-0007) Grammy Award Nomination
- 1990 - Harp Attack! (Alligator Records, AL-4790) con Junior Wells, Carey Bell e Billy Branch
- 1991 - Mighty Long Time (Antone's Records, ANT-0015)
- 1992 - Live at Electric Lady (Sequel Records, NEX CD 224) a nome The James Cotton Band
- 1993 - 3-Harp Boogie (Tomato Records, TMT-2123)
- 1994 - Living the Blues (Gitanes Jazz Productions Records, 521 238-2)
- 1995 - Best of the Verve Years (Verve Records, 314 527 371-2) Raccolta
- 1996 - Deep in the Blues (Verve Records, 529 849-2)) con Joe Louis Walker e Charlie Haden, vince un Grammy Award
- 1998 - Seems Like Yesterday (Justin Time Records, JAM 91382)
- 1998 - Late Night Blues: Live at the New Penelope Cafe - 1967 (Justin Time Records, JAM 91403)
- 1999 - Superharps (Telarc Blues Records, 83472) con Billy Branch, Charlie Musselwhite e Sugar Ray Norcia
- 1999 - Best of the Vanguard Years (Vanguard Records, 79536-2) Raccolta
- 2000 - It Was a Very Good Year (Just a Memory Records, JAM 9144-2)
- 2000 - Fire Down Under the Hill (Telarc Records, CD-83497)
- 2002 - The Complete 1967 Live Montreal James Cotton Sessions (Just a Memory Records, JAM 941/6-2) 2 CD
- 2002 - One More Mile (Park South Records, 80246 90623 8) a nome The James Cotton Band
- 2002 - 35th Anniversary Jam (Telarc Records, CD-83550) a nome The James Cotton Blues Band
- 2004 - Baby Don't You Tear My Clothes (Telarc Records, CD-83596)
- 2005 - 3 Harp Boogie (Tomato Records, TMT-2123)
- 2007 - Breakin' It Up, Breakin' It Down (Epic Records, 88697 07283 2) con Muddy Waters e Johnny Winter, registrazioni live del marzo 1977
- 2007 - Vanguard Visionaries (Vanguard Records, 73161-2) Raccolta
- 2010 - Giant (Alligator Records, ALCD 4940) Grammy Award Nomination
- 2013 - Cotton Mouth Man (Alligator Records, ALCD 4954)
- 2015 - Boston Music Hall 1977 (Echoes Records, ECHO2011CD)